# Mary Malone
Dr. Mary Malone er en fiktiv fysiker i Philip Pullmans trilogi om Det gyldne kompas. Mary skal forestille at komme fra Wills verden (også den som læseren og forfatteren kommer fra). Hun undersøger mørkt stof også kendt som "Støv" og hun får at vide at hun skal virke som Slangen for de næste Adam og Eva. Hun er en tidligere nonne, der blev ateist efter et møde med en mand fra Italien og smagen af marcipan mindede hende om hendes første romantiske stævnemøde. 
Lyra, der lige er ankommet til Wills verden, mødes med Mary, da hun forsøger at finde en "eksperimentel teolog" (fysiker), i håb om at finde oplysninger om "Støv". Mary er forbløffet over Lyras viden om det mørke stof, isæ efter Lyra viser hende, hvordan hun bruger alethiometre til at stille spørgsmål. 
Mary, der er inspireret af Lyras evner, benytter de superprogrammer hun og hendes kollega, Dr. Oliver Payne, har designet til at kommunikere med "Støv" ved at bruge software, der er baseret på I Ching (meget lignede Terence McKennas Timewave Zero-software). "Støvet" fortæller Mary, at hun skal rejse til et andet parallelt univers gennem et vindue, det samme som Will gik igennem i Skyggernes kniv. "Støvet" fortæller hende via ord på computerskærmen, at det er meningen at hun skal "spille Slangen". "Støvet" fortæller hende om hendes fremtidige rejse og rådet hende til at ødelægge computeren inden hun går. Mary kommer igennem vinduet og ind i universet med byen Cittágazze, universet hvor hun i sidste ende vil virke som Slangen. Hun tilbringer det meste af bogen Ravkikkerten sammen med nogle væsener, kaldet mulefaer, hvor hun prøver at lære at se "Støv" naturligt ligesom mulefaerne kan. Dette fører til skabelsen af hendes "ravkikkert". 
Ved trilogiens sidste bog, afslører heksedronningen Serafina Pekkala, hvordan Mary både kan se sin daimon og dens form – en alpefugl. Hun tilbyder at hjælpe Will tilbage til deres egen verden. 